# Zonta (Repubblica di Venezia)
Nella Repubblica di Venezia era dato il nome di Zonta, cioè letteralmente di "aggiunta", alle commissioni di patrizi chiamate ad incrementare il numero degli originali sessanta membri di diritto del Senato.
Queste Zonte, iniziate come pratica temporanea verso la fine del Duecento e rinnovate per decreto del Maggior Consiglio di anno in anno a partire dal 1279, crebbero sempre di più come consistenza, tanto che a differenza del 1373 quando i cosiddetti senatori de Zonta o pregadi de Zonta erano appena venti, nel 1413 essi erano saliti a quaranta e nel 1450, con sessanta membri, avevano di fatto raddoppiato il corpo stabile del Senato.

La Zonta divenne infine ordinaria e perpetua con decreto del 29 settembre 1506.
Dell'originario uso veneziano del termine rimane oggi l'odierno italiano giunta, che ha un significato etimologicamente inalterato.